# Живая мёртвая девушка
Живая мёртвая девушка (фр. La morte vivante) — французский фильм ужасов 1982 года режиссёра Жана Роллена.

## Сюжет
Какие-то люди спрятали контейнеры с токсичными отходами в подвале старого особняка неподалёку от фамильного склепа, где находились тела бывшей хозяйки здания и её дочери Кэтрин. Токсичные отходы просочились в склеп и оживили тело Кэтрин, которое, как ни странно, при двухгодовом сроке захоронения, не было тронуто гнилостными процессами. После оживления Кэтрин начала испытывать сильные порывы голода. Вскоре ожившее тело Кэтрин обнаружила подруга детства Хелен, которая сжалилась над девушкой и начала поставлять для неё человеческое мясо.

## В ролях
- Марина Пьерро — Хелен
- Франсуаза Бланшар — Кэтрин
- Майк Маршалл — Грег
- Карина Бароне — Барбара Симон
- Фанни Магье — шестая жертва

## Производство фильма
Первоначально на роль Кэтрин, ожившей девушки-зомби, Роллен приглашал актрису Терезу Энн Савой, наиболее известную своими ролями в фильмах Салон Китти и Калигула. Однако последняя категорически отказалась работать с Ролленом не только над этим фильмом, но и вообще во всех его проектах. В результате на данную роль была приглашена дебютантка Франсуаза Бланшар, которая часто на съёмочной площадке испытывала различного рода трудности. Так, в финальной сцене, когда её героиня разрывает горло своей подруге, актриса потеряла сознание. Из ближайшего населённого пункта был вызван доктор, который, увидев лежащую в бутафорской крови девушку, счёл собравшихся людей за сатанистов, устраивающих кровавую оргию, и хотел было уже вызвать полицию, однако создатели фильма, не без труда, убедили доктора в том, что они всего-навсего снимают кино.